# 大烏帕爾湖

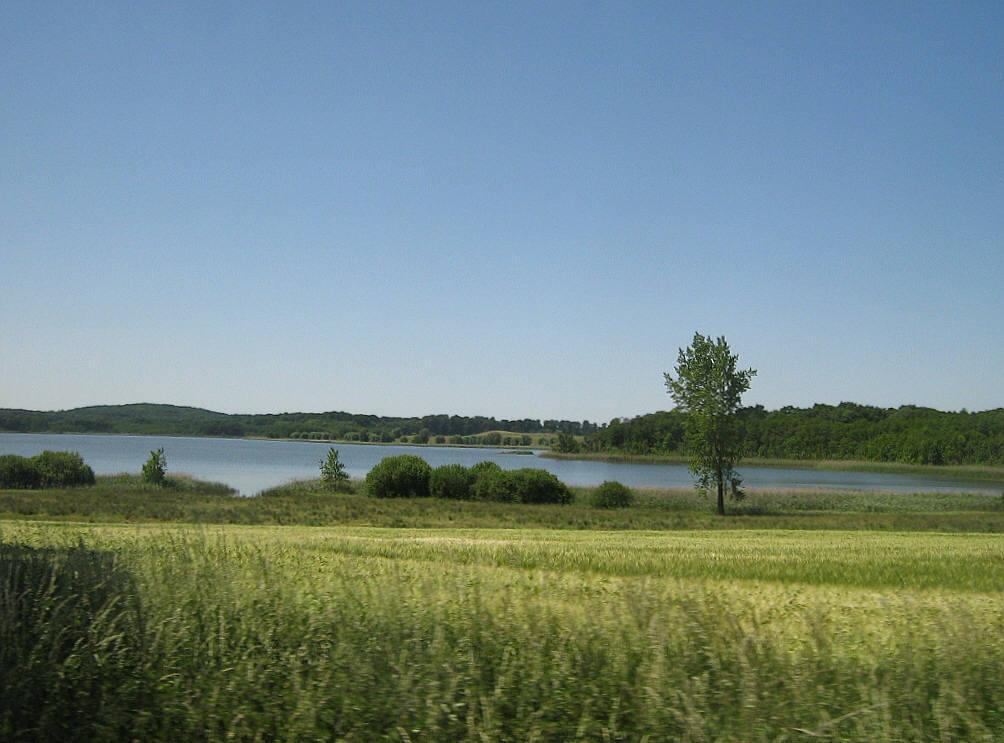

53°42′58″N 12°2′58″E / 53.71611°N 12.04944°E
大烏帕爾湖（德語：Groß Upahler See），是德國的湖泊，位於該國東北部，由梅克倫堡-前波美拉尼亞州負責管轄，處於羅斯托克縣，長1.9公里、寬1.1公里，面積1.1平方公里，海拔高度41米，平均水深2.2米，最大水深4.5米，水體容量230萬立方米。